# Nicolas Adames
Nicolas Adames (Troisvierges, 9 dicembre 1813 – Lussemburgo, 13 febbraio 1887) è stato un arcivescovo cattolico lussemburghese.

## Biografia
Monsignor Nicolas Adames nacque a Troisvierges il 9 dicembre 1813 ed era l'unico figlio del contadino Jean Adames e Marie Magdalena Wangen. Suo padre morì nel 1818, prima che Nicolas compisse cinque anni. Sua madre si risposò con un vedovo, Nikolaus Köcher di Basbellain, con il quale ebbe altri figli.

### Formazione e ministero sacerdotale
Iniziò a insegnare nel suo villaggio a dodici anni. Imparò quindi il francese in Belgio e lavorò come contabile per un anno. Grazie al prete del suo villaggio fu ammesso al seminario minore di Bastogne. In seguito studiò al seminario di Namur.
Il 25 agosto 1839 fu ordinato presbitero per la diocesi di Namur. Il 2 giugno dell'anno successivo si incardinò nel clero del vicariato apostolico di Lussemburgo e venne quindi nominato vicario parrocchiale a Echternach. Qualche anno dopo monsignor Jean-Théodore Laurent, vicario apostolico di Lussemburgo dal 1840, lo nominò parroco della chiesa di Notre-Dame, nella fortezza di Lussemburgo. Nel 1845 divenne segretario del vescovo.
Il 7 maggio 1848, poco dopo che monsignor Jean-Théodore Laurent dovette lasciare il paese sotto la pressione degli anticlericali, Nicolas Adames venne nominato pro-vicario apostolico. In quegli anni il Lussemburgo e la sua popolazione a maggioranza cattolica erano governati dal re protestante Guglielmo II dei Paesi Bassi e da un governo anticlericale. Come pro-vicario, monsignor Adames pose l'obiettivo di promuovere una vera religiosità attraverso le missioni popolari. Per questo motivo, nel 1849, chiamò i padri redentoristi in Lussemburgo, che si insediarono attorno presso la chiesa di Sant'Alfonso.
Sebbene non fosse ancora stato consacrato vescovo, nel 1859 ottenne il permesso di amministrare il sacramento della confermazione. In quattro anni cresimò circa 57 000 persone nelle sue numerose visite parrocchiali. Ciò creò una forte consapevolezza della Chiesa tra la popolazione. Non ebbe nemmeno paura a condannare ufficialmente la lettura e la diffusione di testi anticlericali.

### Ministero episcopale
Il 27 marzo 1863 papa Pio IX lo nominò vicario apostolico di Lussemburgo e vescovo titolare di Alicarnasso. Ricevette l'ordinazione episcopale il 29 giugno successivo nella chiesa di Nostra Signora degli Afflitti a Lussemburgo dal vescovo di Namur Nicolas-Joseph Dehesselle, coconsacranti il vescovo di Treviri Wilhelm Arnoldi e quello di Metz Paul-Georges-Marie Dupont des Loges. Nel dicembre del 1869 partecipò al Concilio Vaticano I a Roma dove si dichiarò a favore del dogma dell'infallibilità papale.
Per il secondo centenario dell'elezione di Maria Consolatrice a patrona del Lussemburgo, il 2 luglio 1866 incoronò per volere del papa l'immagine del santuario in una cerimonia concelebrata dal cardinale Karl August von Reisach e da altri sette vescovi.
Nicolas Adames fece un voto per salvare il Granducato nella guerra franco-prussiana del 1870. Durante il conflitto il paese mantenne la sua neutralità riconosciuta a livello internazionale. Si impegnò quindi a costruire una cappella dedicata alla Vergine Maria con i propri soldi di fronte alle ex mura della città, sul glacis. La cappella venne consacrata l'8 settembre 1885 dal suo successore, monsignor Johannes Joseph Koppes.
Il 27 giugno 1870 il vicariato apostolico di Lussemburgo venne elevato a diocesi e monsignor Nicolas Adames ne divenne il primo vescovo. La sua intronizzazione avvenne il 25 dicembre successivo. La chiesa di Notre-Dame venne dunque elevata al rango di cattedrale.
Il 27 settembre 1883 papa Leone XIII accettò la sua rinuncia al governo pastorale della diocesi. Il 2 novembre successivo lo stesso pontefice lo nominò arcivescovo titolare di Cirro. Si ritirò nel monastero redentorista sulla Place du Théâtre a Lussemburgo.
Morì a Lussemburgo il 13 febbraio 1887 all'età di 73 anni. Il 17 febbraio fu sepolto nella cappella sul glacis che era stata costruita su sua iniziativa.

## Genealogia episcopale
La genealogia episcopale è:
- Vescovo Johannes Wolfgang von Bodman
- Vescovo Marquard Rudolf von Rodt
- Vescovo Alessandro Sigismondo di Palatinato-Neuburg
- Vescovo Johann Jakob von Mayr
- Vescovo Giuseppe Ignazio Filippo d'Assia-Darmstadt
- Arcivescovo Clemente Venceslao di Sassonia
- Arcivescovo Massimiliano d'Asburgo-Lorena
- Vescovo Kaspar Max Droste zu Vischering
- Vescovo Joseph Louis Aloise von Hommer
- Vescovo Nicolas-Alexis Ondernard
- Vescovo Jean-Joseph Delplancq
- Arcivescovo Engelbert Sterckx
- Vescovo Nicolas-Joseph Dehesselle
- Vescovo Nicolas Adames